# Видрга
Видрга (словен. Vidrga) је насељено место у општини Загорје об Сави, Засавска регија, Словенија.

## Историја
До територијалне реорганизације у Словенији била је у саставу старе општине Загорје об Сави. Видрга као самостално насеље постоји од 1998. године. Настала је издвајањем дела из насеља Кандрше.

## Становништво
У попису становништва из 2011. године, Видрга је имала 109 становника.
| Број становника према пописима | Број становника према пописима |
| ------------------------------ | ------------------------------ |
| 2002                           | 2011                           |
| 97                             | 109                            |

Напомена: Године 1998. настала издвајањем дела из насеља Кандрше.